# Batalla por el Castillo de Itter
La batalla por el Castillo de Itter fue una batalla de los últimos días de la Segunda Guerra Mundial en Europa, que tuvo lugar cinco días después del suicidio de Adolf Hitler. El 23.er Batallón Blindado de la 12.ª División Blindada de los EE. UU., comandado por el teniente John C. «Jack» Lee Jr., soldados alemanes antinazis de la Wehrmacht y altas personalidades francesas que se encontraban prisioneros en el castillo lo defendieron ante la 17.ª División SS de Granaderos Panzer «Götz von Berlichingen». Entre los prisioneros franceses se contaban antiguos primeros ministros, generales y Jean Borotra, un tenista famoso. Estos hechos hacen que se la conozca como la batalla más extraña de la Segunda Guerra Mundial, ya que fue la única en la que estadounidenses y alemanes combatieron como aliados.

## Contexto
El castillo de Itter es un pequeño castillo situado en lo alto de una colina cerca del pueblo de Itter en Austria. Después de que Alemania se anexionara este país, el Gobierno alemán alquiló el castillo a su propietario, Franz Grüner, a finales de 1940.
El teniente general de las SS Oswald Pohl expropió la fortaleza a Grüner el 7 de febrero de 1943, por orden de Heinrich Himmler. La transformación del castillo en un campo de prisioneros se completó el 25 de abril de 1943 y sus instalaciones pasaron a depender de la administración del Campo de concentración de Dachau.

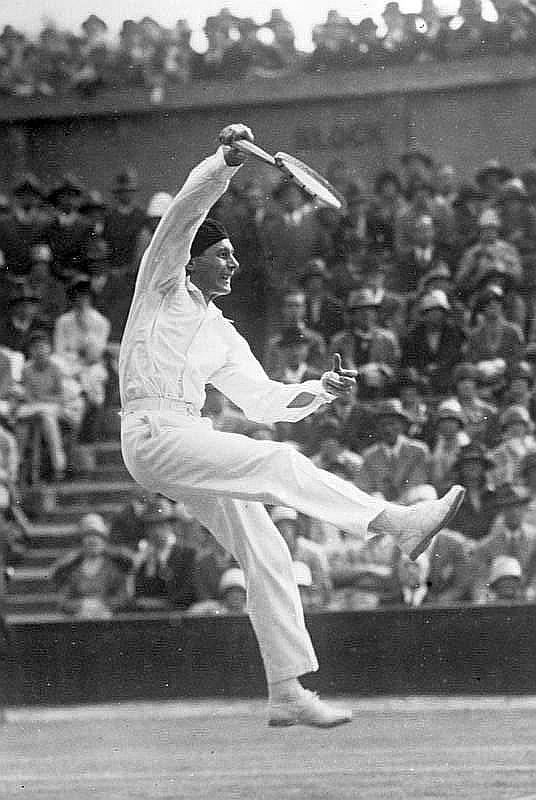
La estrella de tenis Jean Borotra, uno de los prisioneros de la fortaleza.

La prisión fue construida para albergar prisioneros de alto valor para el Reich. Entre los prisioneros se encontraban la estrella de tenis Jean Borotra, y diversas personalidades francesas como el antiguo primer ministro Édouard Daladier, la hermana mayor de Charles de Gaulle, Marie-Agnès Cailliau, el antiguo comandante en jefe del Ejército Maxime Weygand, el antiguo primer ministro Paul Reynaud, el antiguo comandante en jefe Maurice Gamelin, el dirigente conservador François de La Rocque y el líder socialista Léon Jouhaux.

## Preludio
El 3 de mayo de 1945, Zvonimir Čučković, prisionero de guerra de la resistencia comunista yugoslava de origen croata, trabajando como personal de mantenimiento de la prisión, abandonó el castillo con la excusa de hacer recados para el comandante de la prisión, Sebastian Wimmer. Čučković llevaba consigo una carta en inglés que solicitaba asistencia aliada, la cual debía entregar al primer estadounidense con el que se encontrase.
El pueblo de Wörlg, a ocho kilómetros bajando la montaña, seguía bajo ocupación alemana. Čučković decidió por tanto seguir el valle del río Eno en dirección a Inssbruck, a 64km de distancia. Más tarde ese mismo día, llegó a las afueras de la ciudad y encontró una avanzadilla de reconocimiento del 409 Regimiento de Infantería de la 103 División de Infantería estadounidense, perteneciente al VI Cuerpo de los Estados Unidos, a quienes informó acerca de los prisioneros del castillo.
Al amanecer se preparó un rescate fuertemente armado, que fue ralentizado por una fuerte artillería tras pasar Jenbach, a mitad de camino hacia Itter, y posteriormente fue retirada por los superiores por invadir el territorio de la 36 División estadounidense, hacia el este. Solo continuaron dos jeeps con personal auxiliar. Cuando Čučković no llegó y el ex-comandante de Dachau, Eduard Weiter murió en circunstancias sospechosas en el castillo el 2 de mayo, Wimmer, temiendo por su propia vida, abandonó su puesto. Los guardias de la SS-Totenkopfverbände dejaron el castillo poco después, y los prisioneros tomaron el control y se armaron con el material que habían dejado atrás, temiendo ataques de hombres de las SS que aún fuesen leales al régimen Nazi.
Al no conocer los resultados de los esfuerzos de Čučković, los líderes de la prisión aceptaron la oferta del cocinero Andreas Krobot, de origen checo, de ir en bicicleta hasta Wörgl el 4 de mayo esperando encontrar ayuda allí. Con una nota similar a la de Čučković, logró contactar con la resistencia austríaca en Wörgl, que las fuerzas de la Wehrmacht habían abandonado pero aún ocupada por tropas ambulantes de las Waffen-SS. Fue llevado hasta el comandante Josef Gangl, líder de los remanentes de una unidad de soldados de la Wehrmacht que desacataron la orden de retirarse y en su lugar se unieron a la resistencia local, liderada por Rupert Hagleitner.
Gangl pretendía mantener a su unidad en posición en el pueblo de Wörgl para proteger a los residentes locales de las represalias de las SS. Los leales a los nazis disparaban a cualquier ventana que tuviese una bandera blanca o austríaca, y ejecutaban a los hombres como potenciales desertores. Gangl puso sus esperanzas en que los estadounidenses llegasen a Wörgl pronto para poder rendirse a ellos. En lugar de esto, ahora debería aproximarse a ellos con una bandera blanca para pedirles ayuda.
Al mismo tiempo, una unidad de reconocimiento de cuatro tanques Sherman del 23 batallón de tanques, 12 división acorazada del XXI cuerpo de los Estados Unidos, bajo el mando del teniente Lee, había llegado a Kufstein, Austria, a trece kilómetros al norte. Allí, en la plaza, esta unidad esperó que la 12 fuese relevada por la 36 división de infantería. Cuando Gangl le solicitó apoyo, Lee no dudo, y se presentó voluntario para liderar la misión de rescate, para lo que se le autorizó inmediatamente.
Tras un reconocimiento personal del castillo con Gangl y Hafleitner, en el Kübelwagen del comandante, Lee dejó dos de sus tanques atrás pero solicitó 5 más y apoyo de infantería del recién llegado 142 regimiento de infantería, del 36.
De camino Lee se vio obligado a enviar los refuerzos de vuelta al comprobar que uno de los puentes era demasiado débil para que la columna entera lo cruzase si quiera una vez. Dejando uno de sus tanques atrás para resguardarlo, se puso de nuevo en marcha con solo catorce soldados estadounidenses, Gangl, un conductor y su camión con diez antiguos artilleros alemanes. A 6 km del castillo, derrotaron a una partida de tropas de las SS que habían tratado de establecer un bloqueo en la carretera.
Mientras tanto los prisioneros franceses habían pedido al oficial Kurt-Siegfried Schrader de las SS, cuya amistad se habían ganado en el castillo durante su tratamiento de unas heridas, que se ocupase de la defensa. Cuando Lee llegó al castillo, los prisioneros dieron una cálida bienvenida a la fuerza de rescate, pero se vieron decepcionados por su pequeño tamaño. Lee colocó a los hombres bajo su mando en posiciones defensivas alrededor del castillo, y posicionó su Sherman, Besotten Jenny, en la entrada principal.

## Batalla
El comandante de la prisión, Sebastian Wimmer, huyó el 4 de mayo después del suicidio de Eduard Weiter, el último comandante de Dachau. Los guardias de las SS abandonaron el castillo poco después. Los prisioneros tomaron el control de la fortaleza y se armaron con las armas que encontraron en el edificio.

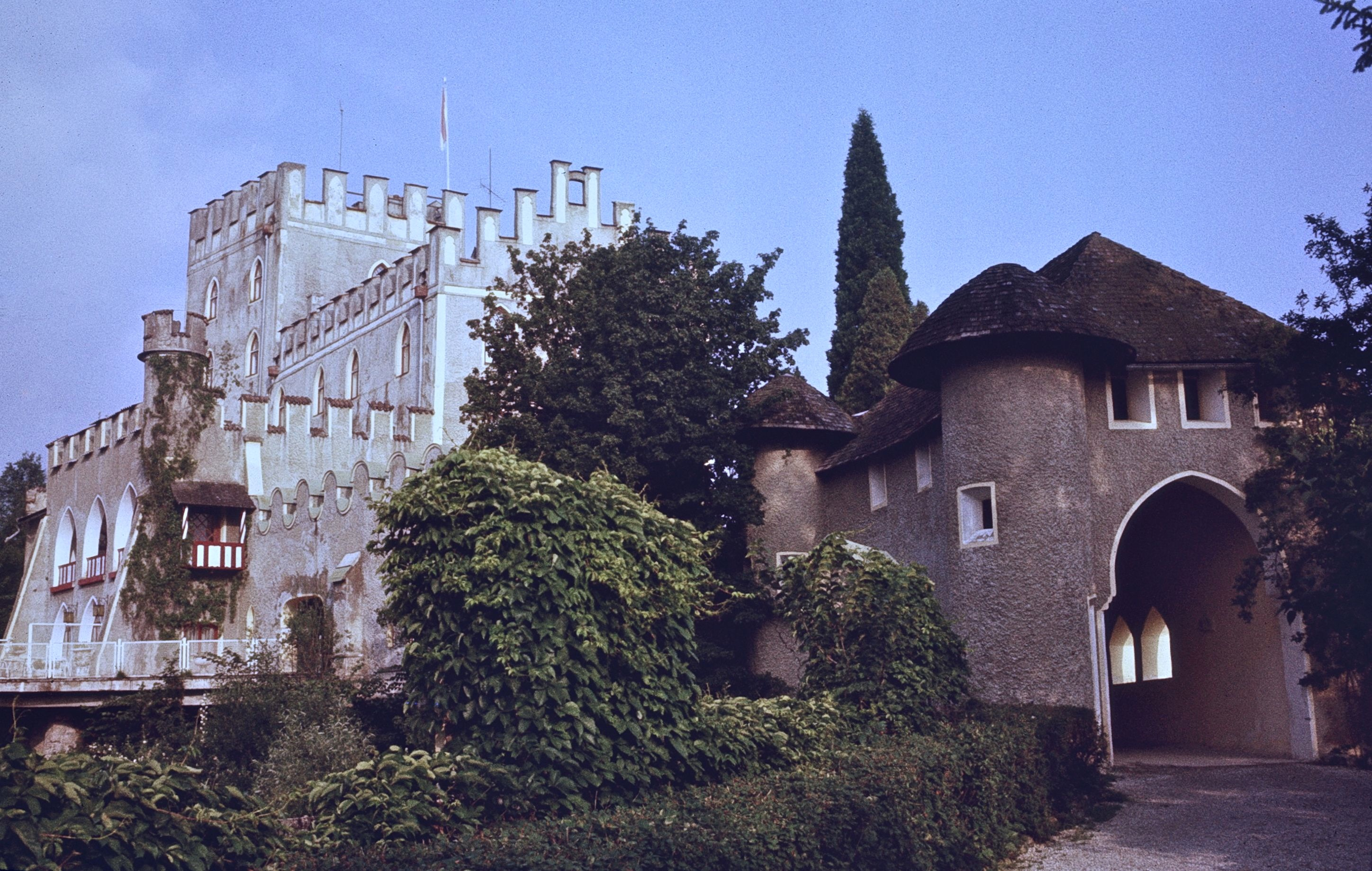
Entrada al castillo de Itter, lugar de los combates.

Zvonimir Čučković, miembro de la resistencia yugoslava prisionero en Itter, dejó la prisión dos días antes de la huida de Weiter para recabar la ayuda de los Aliados. Encontró a la 103.ª División de Infantería estadounidense cerca de Innsbruck y les informó sobre los prisioneros encerrados en el castillo. El mayor Josef Gangl, al frente de una unidad de soldados de la Wehrmacht, había planeado liberar a los prisioneros, pero prefirió esperar a recibir apoyo de los estadounidenses.
El rescate de los prisioneros de Itter quedó a cargo del teniente Lee, que se presentó voluntario para dirigir la misión, en la que participaron también los soldados de Gangl. Sus fuerzas estaban formadas por catorce soldados estadounidenses, dos tanques Sherman, un Volkswagen Kübelwagen y un camión que transportaba a diez soldados alemanes. Los prisioneros franceses agradecieron el rescate, pero quedaron decepcionados con el reducido tamaño de la unidad.
Una pequeña fuerza de las Waffen SS apareció con la misión de ejecutar a todos los prisioneros, según una directiva emitida por Hitler en caso de fallecimiento, las fuerzas empezaron a atacar el castillo poco después, la madrugada del 5 de mayo. Lee había ordenado que los prisioneros franceses se escondieran, pero permanecieron fuera y pelearon junto a los estadounidenses y los alemanes. Más tarde llegó el 142.ª Regimiento de Infantería estadounidense, que derrotó a las SS.

## Relevancia histórica

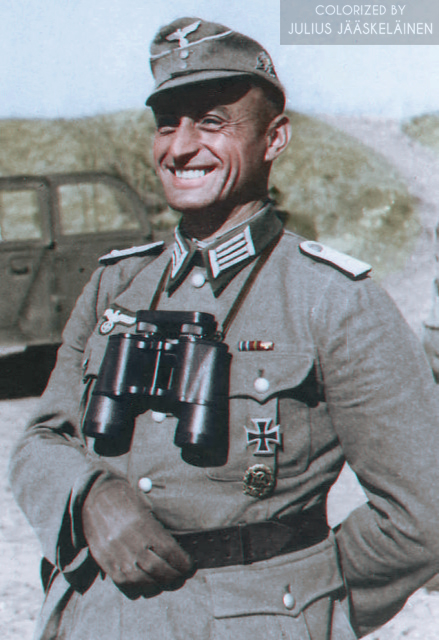
Mayor Josef Gangl

Por su desempeño en la defensa del castillo, Lee recibió la Cruz de Servicios Distinguidos. Gangl falleció durante los combates alcanzado por un francotirador, pero fue nombrado héroe nacional en Austria y una calle de Wörgl recibió su nombre en su honor. Se la ha denominado la batalla más extraña del conflicto, ya que fue la única en la que estadounidenses y alemanes lucharon como aliados y la única batalla en toda la historia de Estados Unidos en la que defendieron un castillo medieval.

## En la cultura popular
La banda sueca de metal Sabaton incluyó una canción titulada "The Last Battle" en su álbum The Last Stand (2016), en la que se relatan los acontecimientos de la batalla. 